# 호드 엘러
호러스 오웬 엘러(영어: Horace Owen Eller, 1894년 7월 5일~1961년 7월 18일)는 미국의 프로 야구 선수로, 포지션은 투수였다. 1917년부터 1921년까지 5시즌 동안 메이저 리그 베이스볼(MLB)의 신시내티 레즈에서 뛰었다.
1913년부터 마이너 리그에서 뛰기 시작했다. 1915년에는 일리노이 인디애나 아이오와 리그의 멀린 플로보이스 소속으로 19승을 따냈으며, 이러한 활약을 통해 1916년 시즌 이후 신시내티 레즈의 지명을 받았다. 레즈에서 통산 160경기에 출전(89선발), 60승 40패, 2.62의 평균자책점을 기록했다.
소속팀 신시내티가 페넌트 우승을 차지한 1919년에 커리어 하이 시즌을 만들어냈다. 팀 내에서 가장 많은 이닝을 소화했으며, 19승 9패, 2.39의 평균자책점을 기록했다. 같은 해 5월 11일 레드랜드 필드에서 펼쳐진 세인트루이스 카디널스와의 경기에서는 팀의 6–0 승리를 이끌며 노히트 노런을 달성했다. 1919년 월드 시리즈에서는 두 차례 완투승을 거두었지만, 이후 시카고 화이트삭스 선수단이 돈을 위해 경기를 포기했다는 사실이 밝혀졌다. 특히 완봉승을 거둔 시리즈 5차전에서 삼진 9개를 잡아냈는데, 그 가운데 6타자 연속 탈삼진이 포함되어 있었다. 이후 47년이 지나 1966년 월드 시리즈에서 모 드라보스키가 타이 기록을 세웠다.
빅리그에서 더 못 뛰게 된 이후에도 몇 년간 마이너 리그에서 머물며 선수 생활을 했고, 1924년 인디애나폴리스 인디언스에서 마지막으로 뛰었다.